# Norrbotten Big Band
Die Norrbotten Big Band (NBB) ist eine schwedische Bigband. Künstlerischer Leiter ist derzeit (2018) Joakim Milder.

## Bandgeschichte
Die Band besteht seit 1986 und operiert von Luleå aus. Erster künstlerischer Leiter der Bigband war der Jazzkomponist Örjan Fahlström (bis 1996). Zu dessen ersten Projekten gehörten ein Werk für Orgel und Big Band, Animations, Filmmusik für den Stummfilm Hexen  (1922) und die Musik zu Texten aus William Shakespeares Macbeth (Lesser than Macbeth, and Greater). Ab Mitte der 1990er Jahre fungierte  als künstlerischer Leiter Tim Hagans.  In der Zusammenarbeit mit Tim Hagans entstanden die Alben Future North (1998) und Future Miles (2002), das genreübergreifend Bigband-Musik mit Drum and Bass und Hip-Hop verschmolz. Box of Cannoli, einer der Titel ihres gemeinsamen Albums The Avatar Sessions (2009), wurde bei den Grammy Awards 2011 in der Kategorie Beste Instrumental-Komposition nominiert. 
Des Weiteren arbeitet  die Norrbotten Big Band mit Carla Bley, Randy Brecker, Dee Dee Bridgewater, Kurt Elling, Dave Liebman, Joe Lovano, Chris Potter, Maria Schneider, Toots Thielemans, Olga Konkova und mit Django Bates zusammen. Weitere Kooperationen fanden mit schwedischen Musikern wie Magnus Lindgren, Jonas Kullhammar, Nils Landgren, Viktoria Tolstoy, Rigmor Gustafsson, Ann-Sofi Söderqvist, Jeanette Lindström und Josefine Lindstrand und mit dem Klaviertrio e.s.t. statt. im Jahr 2000 führte das Orchester verschiedene Auftragskompositionen im nationalen schwedischen Radio auf, darunter Örjan Fahlströms Macbeth-Adaption Vägmärken, eine Komposition für Gesang, Trompete, Kirchenorgel, Kammerchor und Bigband, die zum hundertsten Geburtstag von Dag Hammarskjöld entstand, sowie eine Komposition von Bob Brookmeyer für Sopransaxophon und 16 Spieler des NBB, darunter als Solist Lennart Åberg. In Zusammenarbeit mit Sveriges Radio entstanden außerdem Aufnahmen von Kompositionen der schwedischen Jazzmusiker Jan Johansson, Lars Gullin und Börje Fredriksson. 
In der NBB spielten bislang Håkan Broström, Bengt Ek, Björn Hängsel, Bo Strandberg, Christian Spering, Dan Johansson, Daniel Karlsson, Jan Thelin, Jukkis Uotila, Leif Lindvall, Magnus Ekholm, Magnus Puls, Mats Garberg, P.O. Svanström, Per Moberg, Peter Dahlgren und Tapio Maunuvaara.

## Diskographie
- Vindsång (Norrbottensmusiken, 1989)
- Örjan Fahlström & Norrbotten Big Band: Animations (Phono Suecia, 1994)
- Norrbotten Big Band featuring Nils Landgren (Caprice Records 1995)
- Norrbotten Big Band featuring Tim Hagans: Future North (Double-Time Records 1998)
- Jeanette Lindström, Norrbotten Big Band & Norrbottens Kammarorkester: Sinatra Weill (Caprice Records, 1999)
- Tim Hagans with Norrbotten Big Band: Future Miles (ACT, 2002, mit Scott Kinsey)
- Jonas Kullhammar Quartet with Norrbotten Big Band: Snake City North (Moserobie Music Production, 2005)
- Blacknuss & Norrbotten Big Band On Tour (2006)
- Lennart Åberg & Norrbotten Big Band: Up North. Music composed & conducted by Bob Brookmeyer & Lennart Åberg (Caprice Records, 2007)
- The Avatar Sessions (2009, mit Randy Brecker, Peter Erskine, George Garzone, Tim Hagans, Dave Liebman, Rufus Reid)
- Sigurdur Flolason, Daniel Nolgård & Norrbotten Big Band: Dark Thoughts (Dimma, 2009)
- Ann-Sofi Söderqvist & Norrbotten Big Band: Grains (Phono Suecia, 2009)
- Outi Tarkiainen & Norrbotten Big Band with Aili Ikonen Into the Woodland Silence (Fredriksson, 2013)
- Norrbotten Big Band, Sarah Riedel, Georg Riedel, Örjan Fahlström Emil, Pippi, Karlsson & Co (Naxos, 2013)
- Håkan Broström with the Norrbotten Big Band featuring Marilyn Mazur Episodes from the Past and the Future (2014)
- Jan Allan (80) (Naxos, 2014)
- Norrbotten Big Band, Peter Danemo Hedvigsnäs  (Prophone, 2016)
- Josefine Lindstrand & Norrbotten Big Band While We Sleep (2016)
- Norrbotten Big Band featuring Georg Wadenius Jojje Wadenius (70) (Prophone, 2016)
- Cecilia Persson & Norrbotten Big Band Composer in Residence (Prophone, 2016)
- Anne Mette Iversen, Norrbotten Big Band Everything in Between (Prophone, 2018)
- Outi Tarkiainen, Norrbotten Big Band Unpainted Portraits (Prophone, 2018)
- VEIN feat. Norrbotten Big Band Symphonic Bop (Double Moon, 2018)